# Meyer Kayserling
Meyer Kayserling (Hanóver, 17 de junio de 1829 - Budapest, 21 de abril de 1905) fue un historiador y rabino alemán.
Realizó estudios de historia y filosofía en Halberstadt, Nikolsburg (Moravia), Praga, Wurzburgo y Berlín. Animado a las investigaciones históricas por Leopold von Ranke, Kayserling centró su atención en la literatura e historia de los judíos en España. 
En 1861 el gobierno de Argovia le nombró rabino de los judíos suizos, cargo que mantuvo hasta 1870. Durante su estancia en Suiza trabajó por la igualdad civil de los judíos. En 1870 se trasladó a Budapest, donde se le requería como predicador y rabino de la comunidad judía.
Entre otros cargos y dignidades, fue miembro de la Real Academia Española y de la Trinity Historical Society.
Era hermano del escritor y educador Simon Kayserling.

## Obra
- Moses Mendelssohn's Philosophische und Religiöse Grundsätze mit Hinblick auf Lessing, Leipzig, 1856.
- Sephardim. Romanische Poesien der Juden in Spanien. Ein Beitrag zur Literatur und Gesch. der Spanisch-Portugiesischen Juden, Leipsig, 1859; Hebrew transl. in "Ha-Asif," iv., v.
- Ein Feiertag in Madrid. Zur Gesch. der Spanisch-Portugiesischen Juden, Berlín, 1859.
- Gesch. der Juden in Navarra, den Baskenländern und auf den Balearen, oder Gesch. der Juden in Spanien, I., Berlín, 1861.
- Menasse ben Israel. Sein Leben und Wirken. Zugleich ein Beitrag zur Gesch. der Juden in England, Berlín, 1861; English transl. by F. de Sola Mendes, London, 1877.
- Moses Mendelssohn. Sein Leben und Seine Werke, Leipsig, 1862; a second edition of this work, enlarged and revised, bears the title "Moses Mendelssohn. Sein Leben und Wirken," Leipzig, 1888.
- Der Dichter Ephraim Kuh. Ein Beitrag zur Gesch. der Deutschen Literatur, Berlín, 1864.
- Zum Siegesfeste. Dankpredigt und Danklieder von Moses Mendelssohn, Berlín, 1866.
- Gesch. der Juden in Portugal, Berlín, 1867.
- Die Rituale Schlachtfrage, oder Ist Schächten Thierquälerei? Aargau, 1867.
- Bibliothek Jüdischer Kanzelredner. Eine Chronologische Sammlung der Predigten, Biographien und Charakteristiken der Vorzüglichsten Jüdischen Prediger. Nebst einem Homiletischen und Literarischen Beiblatte, 2 vols., Berlín, 1870-72.
- Die Judeninsel und der Schiffbruch bei Koblenz, Baden, 1871.
- Die Jüdischen Frauen in der Geschichte, Literatur und Kunst, Leipzig, 1879; translated into Hungarian by M. Reismann, Budapest, 1883.
- Das Moralgesetz des Judenthums in Beziehung auf Familie, Staat und Gesellschaft, published anonymously, Vienna, 1882.
- Die Blutbeschuldigung von Tisza-Eszlár Beleuchtet; also in Hungarian, Budapest, 1882.
- Der Wucher und das Judenthum; also in Hungarian, Budapest, 1882.
- Moses Mendelssohn. Ungedrucktes und Unbekanntes von Ihm und über Ihn, Leipzig, 1883.
- Refranos é Proverbios de los Judíos Españoles, Budapest, 1889.
- Biblioteca Española-Portugueza-Judaica. Dictionnaire Bibliographique, Strasburg, 1890.
- Dr. W. A. Meisel. Ein Lebens- und Zeitbild, Leipzig, 1891.
- Sterbetage aus Alter und Neuer Zeit, Prag, 1891.
- Gedenkblätter. Hervorragende Jüdische Persönlichkeiten des Neunzehnten Jahrhunderts. In Kurzen Charakteristiken, Leipzig, 1892.
- Christopher Columbus and the Participation of the Jews in the Spanish and Portuguese Discoveries, translated from the author's manuscript by Charles Gross, New York, 1894; German ed., Berlín, 1894; Hebrew transl., Warsaw, 1895.
- Die Jüdische Litteratur von Moses Mendelssohn bis auf die Gegenwart, reprinted from Winter and Wünsche, "Die Jüdische Litteratur seit Abschluss des Kanons," Treves, 1896.
- Ludwig Philippson. Eine Biographie, Leipzig, 1898.
- Die Juden als Patrioten, a lecture, Berlín, 1898.
- Die Juden von Toledo, a lecture, Leipzig, 1901.
- Isaak Aboab III. Sein Leben und Seine Dichtungen, in Hebrew, Berdychev, 1902.

Además de estos libros, y de un gran número de sermones publicados en diferentes medios, Kayserling colaboró en numerosas publicaciones judías en lengua hebrea, alemana, inglesa y francesa.
También intervino en una nueva edición revisada de la obra de Emanuel Hecht Handbuch der Israelitischen Geschichte von der Zeit des Bibel-Abschlusses bis zur Gegenwart (1874). Desde 1884 preparó la parte relativa a la historia judía de Jahresberichte der Geschichtsforschung (Berlín).